# Bodemvormend proces
Bodemvormende processen of pedogenetische processen zijn die fysische, chemische en biologische processen die werkzaam zijn in het bovenste deel van de bodem en de oorzaak zijn van bodemvorming. Bodemvormende processen kunnen worden ingedeeld in die welke translocatie veroorzaken en die welke transformatie veroorzaken.
Een voorbeeld van translocatie is uitspoeling van humus. Een voorbeeld van transformatie is humificatie.